# Видаль, Франсуа (поэт)
Франсуа Видаль (фр. François Vidal, 14 июля 1832, Экс-ан-Прованс — 25 мая 1911, Марсель) — французский провансальский поэт и общественный деятель.

## Жизнь и творчество
Франсуа Видаль родился 14 июля 1832 года.
Был одним из первых провансальских активистов, присоединившихся к Фелибрижу. Обладал глубоким знанием окситанского языка и был редактором книги Фредерика Мистраля Tresor dóu Felibrige («Сокровищница фелибров»). 
Был куратором Библиотеки Межан, публичной библиотеки в Экс-ан-Провансе.
Видаль писал стихи на провансальском языке. Он возродил традиционное использование провансальского инструмента, известного как «тамбурен». В 1876 году он стал «майоралом» (членом совета) Фелибрижа, культурного и литературного движения по продвижению провансальского наследия.
Франсуа Видаль умер 25 мая 1911 года. Похоронен на кладбище Сен-Пьер в Экс-ан-Провансе.